# دهندر شنبة (غافروبارمون)
دهندر شنبة (بالفارسية: دهندرشنبه) هي قرية تقع في إيران في قسم غافروبارمون الريفي. يقدر عدد سكانها بـ 263 نسمة بحسب إحصاء 2016.